# لوكاس هاميلتون
لوكاس هاميلتون (بالإنجليزية: Lucas Hamilton)‏ (و. 1996  م) هو راكب دراجة هوائية أسترالي، ولد في أرارات، شارك في طواف أوقيانوسيا للدراجات 2017.

## سباقات أو مراحل فاز بها
| التاريخ        | السباق                                                              | المركز                      |
| -------------- | ------------------------------------------------------------------- | --------------------------- |
| 22 فبراير 2014 | 2014 Oceania Road Cycling Championships Men U19 RR                  | الفائز في التصنيف العام     |
| 01 يناير 2016  | An Post Rás 2016                                                    |                             |
| 09 يناير 2016  | سباق الطريق للرجال تحت 23 سنة في بطولة أستراليا 2016                |                             |
| 27 أغسطس 2016  | تور دي أفينير 2016                                                  | الأول في تصنيف الجبال       |
| 01 يناير 2017  | طواف أوقيانوسيا للدراجات 2017                                       | الفائز في التصنيف العام     |
| 07 يناير 2017  | سباق الطريق للرجال تحت 23 سنة في بطولة أستراليا لسباق الدراجات 2017 |                             |
| 22 يناير 2017  | داون أندر 2017                                                      | الخامس في تصنيف أفضل شاب    |
| 29 يناير 2017  | سباق كاديل ايفانز 2017                                              | المرتبة 14 في التصنيف العام |
| 05 فبراير 2017 | طواف هيرالد صن 2017                                                 | السابع في التصنيف العام     |
| 05 مارس 2017   | سباق الطريق تحت في بطولة أوقيانوسيا 2017                            | الفائز في التصنيف العام     |
| 15 أبريل 2017  | لييج-باستون-لييج تحت 23 سنة 2017                                    | الثالث في التصنيف العام     |
| 17 أبريل 2017  | جيرو ديل بلفيدير 2017                                               |                             |
| 18 أبريل 2017  | 2017 Gran Premio Palio del Recioto                                  |                             |
| 15 يونيو 2017  | طواف إيطاليا للدراجات تحت 23 سنة 2017                               |                             |
| 30 يوليو 2017  | 2017 Tour Alsace                                                    | الفائز في التصنيف العام     |
| 31 مارس 2019   | كوبي وبارتالي 2019                                                  | الفائز في التصنيف العام     |
| 12 يناير 2020  | سباق الطريق للرجال في بطولة أستراليا 2020                           |                             |

## روابط خارجية
- لوكاس هاميلتون على موقع الاتحاد الدولي للدراجات (الإنجليزية)
- لوكاس هاميلتون على موقع أرشيف الدراجات (الإنجليزية)
- لوكاس هاميلتون على موقع إحصائيات الدراجات الإحترافية (الإنجليزية)
- لوكاس هاميلتون على موقع نسبة الدراجات (الإنجليزية)
- لوكاس هاميلتون على موقع CycleBase (الإنجليزية)
- لوكاس هاميلتون على موقع أوليمبيديا (الإنجليزية)